# Harry Boye Karlsen
Pour les articles homonymes, voir Karlsen.
Harry Boyle Karlsen, né le 14 mars 1920 à Horten et mort le 8 juillet 1994, est un footballeur norvégien au poste de défenseur dans les années 1940-1950.

## Biographie
Il commence sa carrière pro en Angleterre qu'il a rejoint au début de la Seconde Guerre mondiale. Le conflit terminé, il retourne au pays et remporte la Coupe en 1945 et 1946 avec Lyn. Mais c'est principalement avec le Larvik Turn IF qu'il garnit son palmarès puisqu'il gagne trois titres de champion, en 1953, 1955 et 1956.
Il est appelé pour la première fois en équipe nationale le 16 juin 1946 pour un match amical contre le Danemark (victoire 2-1). Sa carrière internationale se conclut 10 ans plus tard, par une défaite en amical contre la Roumanie. 
Il porte 58 fois le maillot national, en étant capitaine à trois reprises. Il marque quatre buts avec l'équipe nationale. Il inscrit son premier but le 26 juin 1947, contre la Finlande (victoire 1-2 à Helsinki). Il marque son deuxième but le 24 septembre 1950,  contre la Suède (défaite 1-3 à Oslo). Il est ensuite l'auteur d'un doublé contre cette même équipe le 30 septembre 1951 (victoire 3-4 à Göteborg).
Il participe avec la sélection norvégienne aux Jeux olympiques de 1952. Lors du tournoi olympique, il ne joue qu'un seul match, contre la Suède (défaite 1-4 à Tampere).

## Palmarès
- Champion de Norvège en 1953, 1955 et 1956 avec le Larvik Turn
- Vainqueur de la Coupe de Norvège en 1945 et 1946 avec le FK Lyn
- Finaliste de la Coupe de Norvège en 1956 avec le Larvik Turn